# Shibukawa Shunkai

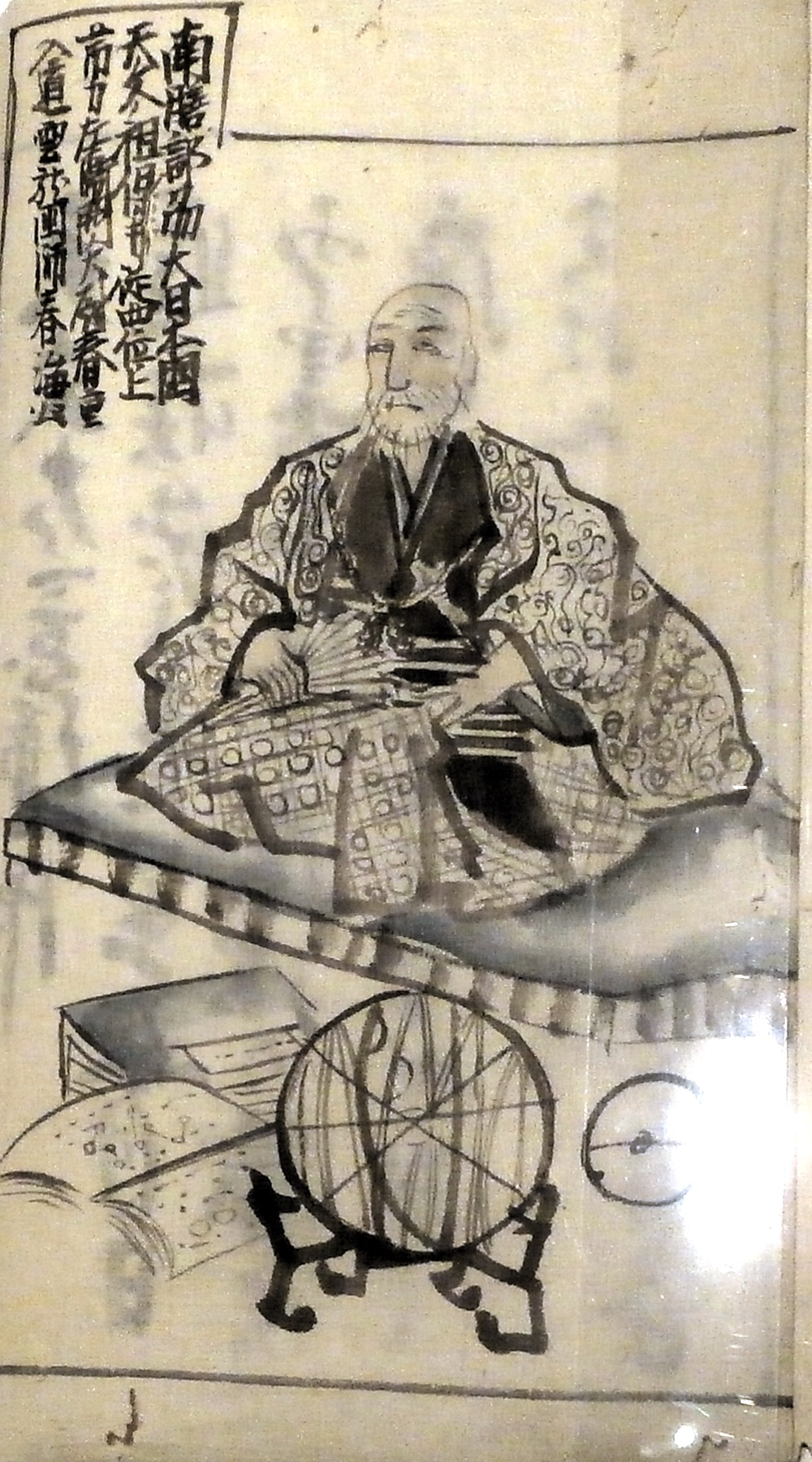
Shibukawa Shunkai

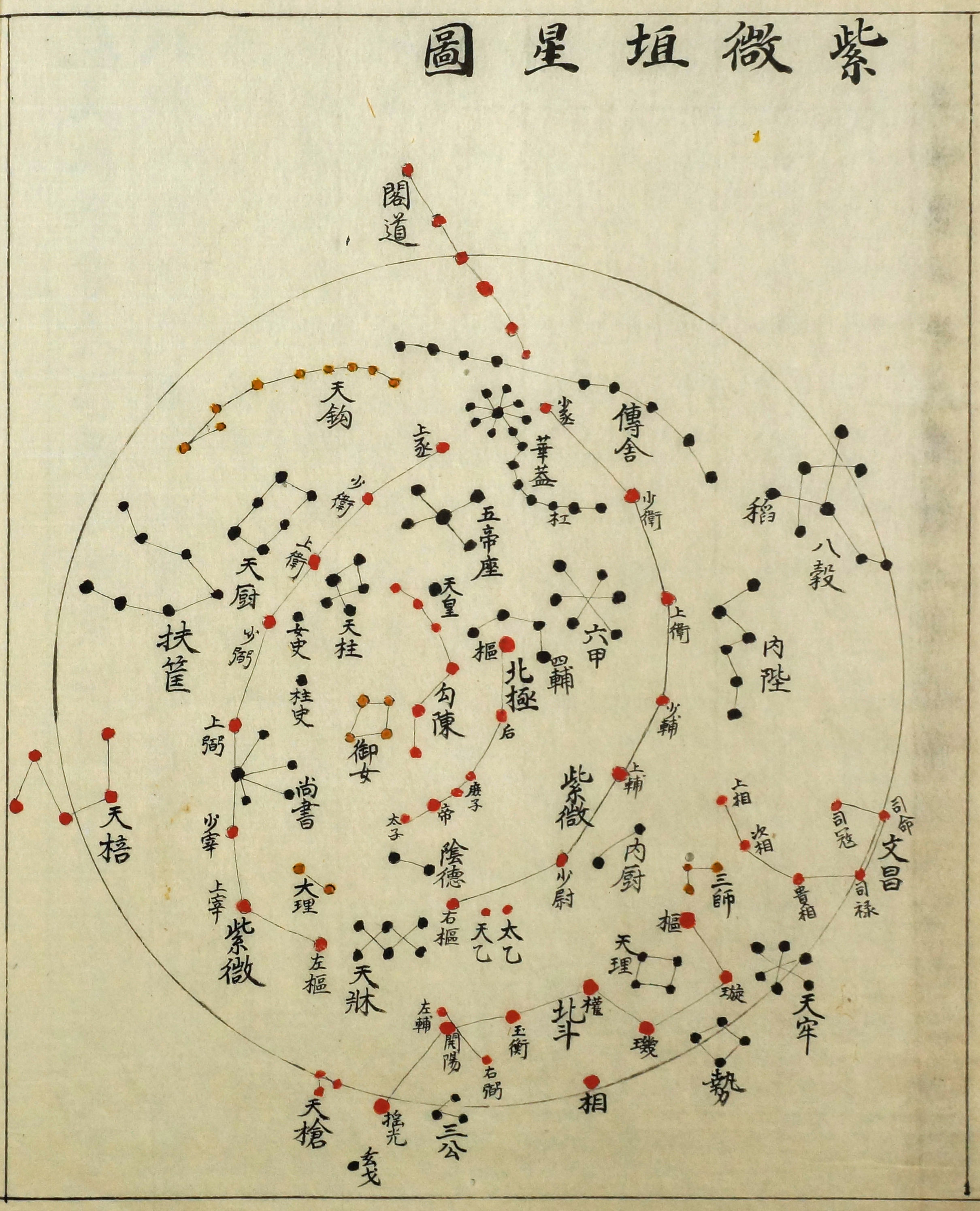
Shibukawa: Sternenhimmel

Shibukawa Shunkai (japanisch 渋川 春海, Vorname auch Harumi gelesen; geboren 27. Dezember 1639 in Kyōto; gestorben 1. November 1715 in Edo) war ein japanischer Astronom und Kalenderexperte.

## Leben und Wirken
Shibukawa Shunkai wurde in Kyōto als Sohn des Go-Spielers Yasui Santetsu I. (安井 算哲; 1590–1652) geboren. Nach dem Tode seines Vaters übernahm er die Nachfolge und nannte sich „Santetsu II.“ Später nannte er sich „Hoi“ (保井), schließlich „Shibukawa“. Er beschäftigte sich mit der Kalenderkunde und studierte unter Okano Gentei (岡野 井玄貞; Lebensdaten unbekannt) und unter Matsuda Yukitsugu (松田 順承) den chinesischen Lunarsolar-Kalender, den „Shòushí-Kalender“ (授時暦).
Im Alter von 21 Jahren maß Shibukawa die Breitengrade verschiedener Provinzen im westlichen Japan, stellte Tabellen auf, maß die Bewegung von Himmelskörpern und erstellte einen japanischen Kalender nach dem Vorbild des Shòushí-Kalenders. Der damalige in Japan benutzte Xuanming-Kalender (宣明暦) war seit über 800 Jahren in Kraft und hinkte den Himmelserscheinungen zwei Tage hinterher. Nach drei Anträgen auf Änderung des alten Kalenders wurde dieser neue schließlich vom Shogunat akzeptiert und am 29. Oktober 1684 angenommen. Der Kalender blieb bis 1754 in Gebrauch.
Aufgrund seiner Leistungen konnte Shibukawa den Go-dokoro (碁所) verlassen, da er zum ersten „Tenmonkata“ (天文方), Astronom, der Shogunats-Regierung berufen wurde. Mit seiner Familie zog er nach Azabu in Edo und beschäftigte sich weiter mit Himmelsbeobachtungen, für die er schließlich die Anhöhe Surugadai (駿河台) nutzte. Die bestehenden zweiundsiebzig jahreszeitlichen Wetterbeschreibungen wurden überarbeitet, um ein neues System der zweiundsiebzig zu schaffen. Nach „Tenshō retsu-ji no zu“ (天象列次之図), „Temmon bun’ya no zu“ (天文分野之図), und, basierend auf Beobachtungen der herkömmlichen chinesischen Sternenbilder und nach eigenen Messungen von 62 Sternenbildern mit 308 Sternen, veröffentlichte er unter dem Namen „Ko no Hisakata“ (子の昔尹) von 1683 bis 1715 das „Temmon seishō“ (天文成象). Es gibt viele andere Schriften wie „Temmon Keito“ (天文瓊統), eine große Zusammenstellung von Shibukawas Astronomie, „Nihon chōreki“ (日本長暦), „Nihon shoki Rekikō“ (日本長暦). Shibukawas Armillarsphäre, Himmels- und Erdgloben existieren noch. Er war auch sehr versiert in Konfuzianismus, Shintō und in der Hofetikette.
Shibukawa starb im Alter von 77 Jahren. Er erhielt nach seinem Tod von der Familie Yoshida den posthumen Namen „Tsuchimori Reisha“ (土守霊社). Bestattet wurde er im Tempel Tōkai-ji (東海寺) im Ortsteil Shinagawa. Der Asteroid (9254) Shunkai ist nach ihm benannt.